# 平新街道
平新街道，是中华人民共和国黑龙江省哈尔滨市平房区下辖的一个街道办事处，位于市区南部，202国道过境。

## 历史沿革
1956年设平新乡，1958年改为公社，1966年更名东方红公社，1984年复建乡，1996年改建镇。
2012年6月26日，黑龙江省民政厅批复同意撤销平新镇，设立平新街道办事处。

## 行政区划
平新街道下辖以下地区：
明珠社区、秀水社区、世纪城社区、花都社区、新华村和平乐村。